# Crocidura poensis
Crocidura poensis — вид ссавців родини мідицевих (Soricidae). Він зустрічається в Беніні, Камеруні, Кот-д'Івуарі, Екваторіальній Гвінеї, Гані, Гвінеї, Ліберії, Нігерії, Сан-Томе і Прінсіпі, Сьєрра-Леоне та Того. Його природне середовище проживання — субтропічні або тропічні вологі рівнинні ліси. Цю велику чорну землерийку вперше описав британський зоолог Луїс Фрейзер у 1843 році.

## Статус
Мускусна землерийка Фрейзера є маловідомим, але місцево поширеним видом із широким ареалом і ймовірною великою загальною популяцією. Особливих загроз не виявлено, і він здатний певною мірою адаптуватися до порушених людиною середовищ існування. З цих причин Міжнародний союз охорони природи оцінив його природоохоронний статус як «найменше занепокоєний».